# El beso de la muerte (fotografía)

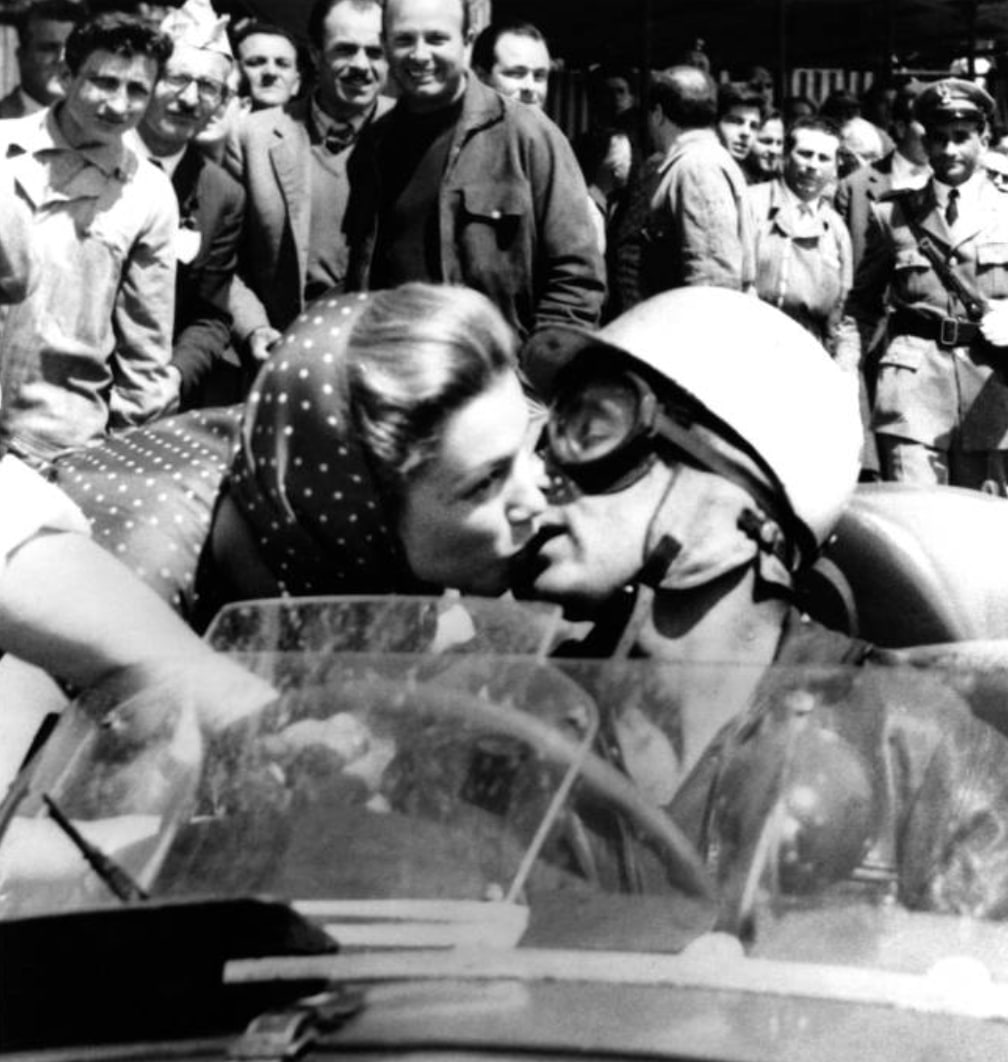
El beso de la muerte, Cavriana, 12 de mayo de 1957.

El beso de la muerte (en italiano: Il Bacio della Morte) es una fotografía en blanco y negro de autor desconocido tomada el 12 de mayo de 1957. Representa el instante en que Linda Christian besa a Alfonso de Portago en una breve parada durante la Mille Miglia de 1957, acontecida en el norte de Italia; Portago murió momentos después, cuando uno de sus neumáticos reventó a 250 km/h cerca de la localidad de Guidizzolo, en Cavriana. A lo largo de los años, se ha convertido en una de las fotografías de besos más reconocidas y en un símbolo de la audacia y la pasión de los jóvenes.
La fotografía muestra a la actriz mexicana Linda Christian, con un vestido de lunares y un pañuelo en la cabeza, inclinándose para darse un breve beso con el piloto español de Fórmula 1 Alfonso de Portago, que viste el típico atuendo de carreras de los años 50: casco blanco, gafas de piloto y una chaqueta de cuero. Detrás de la pareja se puede apreciar a una multitud de espectadores observando con alegría, mientras los periodistas inmortalizan la escena con sus cámaras. La fotografía ganó popularidad en Italia bajo el título de Il Bacio della Morte («El beso de la muerte»), en referencia a la muerte de Portago poco después de que se tomara la imagen. La revista Life también contribuyó a la fama a la fotografía luego de que se publicase en su número de mayo de 1957, con el siguiente pie de imagen: "La muerte finalmente se lleva al hombre que la cortejó".
En entrevistas posteriores, Linda Christian recordó el momento casi como una premonición:

Tuve una extraña sensación con ese beso. Hacía frío y me hizo mirar por primera vez a [Ed] Nelson sentado detrás de él. Parecía ser como una momia, gris, ceniciento, como hipnotizado. Tenía los ojos de alguien que ha sufrido un shock enorme.

La fotografía forma parte del Archivo Bettmann, almacenado en las instalaciones subterráneas de Iron Mountain, una antigua cantera de piedra caliza ubicada a 67 metros bajo tierra en el oeste del Estado de Pensilvania.